# میکائیل ساموئلسون
میکائیل ساموئلسون (انگلیسی: Mikael Samuelsson؛ زادهٔ ۲۳ دسامبر ۱۹۷۶) بازیکن هاکی روی یخ اهل سوئد بود.
وی همچنین برندهٔ جوایزی همچون جام استنلی شده‌است.
از باشگاه‌هایی که در آن بازی کرده‌است می‌توان به ونکوور کناکز و نیویورک رنجرز اشاره کرد.